# Nonoai
Nonoai is een gemeente in de Braziliaanse deelstaat Rio Grande do Sul. De gemeente telt 12.601 inwoners (schatting 2009).